# Salsa borracha
La salsa borracha es una salsa típica de la gastronomía de México. Popularmente acompaña la barbacoa de borrego. A veces se sirve con queso fresco o aguacate rebanado.  
Aunque, de hecho, existen varias versiones de esta salsa (por lo que se podría hablar de varias salsas borrachas), todas tienen la característica común que se elaboran con alguna bebida alcohólica: pulque blanco, tequila reposado o cerveza clara, de ahí su nombre. Además, suele llevar ajo, cebolla, tomate (verde o rojo) y algún tipo de chile (cuaresmeño o xalapeño, pasilla, serrano o verde, guajillo, chipotle, habanero, morita...) para proporcionarle pungencia a la salsa. Algunas recetas también incluyen cilantro finamente picado, jugo de naranja y/o aceite de oliva. Otras recetas incluyen duraznos (melocotones). En Guanajuato se le suele agregar xoconostle (también llamado tuna o higochumbo).
Para hacer esta salsa, los ingredientes se asan en una parrilla o comal y luego se martajan en un molcajete (idealmente) o, en su defecto, se retiran en licuadora. Se sirve sola con totopos, queso y/o aguacate, o como acompañamiento, por ejemplo, para una barbacoa mexicana. 